# Braamsluiper
De braamsluiper (Curruca curruca, synoniem: Sylvia curruca) is een zangvogel uit de familie van de grasmussen (Sylviidae).

## Kenmerken
De rugzijde is bruingekleurd met een lichtere onderzijde. De lichaamslengte bedraagt 13,5 cm.

### Zang
De zang van de braamsluiper begint vaak met een lage, prevelende strofe, gevolgd door een vijf- tot zesmaal snel herhaalde, ratelende noot, die ver hoorbaar is. Pogingen om de vogel te naderen worden meestal gedwarsboomd door zijn gewoonte met lange tussenpozen te zingen. De braamsluiper zingt alleen in zit.

## Voortplanting
Het tussen dichte begroeiing verstopte nest is een uit verdord gras en worteltjes bestaande kom. Wanneer de jongen voor het eerst het nest verlaten, geven de ouders van hun ongerustheid over de veiligheid van hun kroost blijk door constant een luid 'tek-tek-tek' en een karakteristieke, trillende roep te laten horen. Een legsel bestaat meestal uit vier tot zes eieren, die worden uitgebroed in een periode van elf tot twaalf dagen. Het broeden wordt door beide ouders gedaan. Het mannetje start meestal met de nestbouw, waarna het vrouwtje hem op een later tijdstip helpt.

## Verspreiding en leefgebied
Braamsluipers komen tijdens het broedseizoen in grote delen van Europa voor, waaronder Nederland en België. De braamsluiper geeft de voorkeur aan gebieden met een hogere begroeiing en mijdt terreinen met slechts hier en daar een struik. Hij komt veelal voor aan bosranden, tuinen, parken, maar ook in de bergen boven de bosgrens in de bergdennen.
Door hoofdzakelijk in Oost-Afrika, juist ten noorden van de evenaar, te overwinteren, ontkwam de braamsluiper aan het lot dat zo vele grasmussen tijdens de ernstige droogten van 1968-1969 in de Sahara trof.
De soort telt zes ondersoorten:
- C. c. curruca: Europa tot in West-Siberië, Klein-Azië en Iran. Overwintert in: Oost-Afrika en Arabisch Schierieland.
- C. c. blythi (Siberische braamsluiper): Noord- en Midden Siberië, Kazachstan, Mongolië en noordoostelijk China. Overwintert in: Zuid-Azië.
- C. c. halimodendri (Vale braamsluiper): Zuidoostelijk Rusland. Kazakhstan, Oezbekistan en Turkmenistan tot in Mongolië. Overwintert in: zuidwestelijk Azië
- C. c. althaea (Humes braamsluiper): Iran, Turkmenistan tot Noord-Pakistan en Midden Azië. Overwintert in: Zuid-Azië.
- C. c. minula (Woestijnbraamsluiper): Zuid- Kazachstan tot in China. Overwintert in: Arabië tot in India.
- C. c. margelanica: Noord-China. Overwintert in: Zuid-Azië.

Over deze indeling in ondersoorten bestaat geen consensus.

## Status
De grootte van de populatie is in 2021 geschat op 28-48 miljoen volwassen vogels. Op de Rode lijst van de IUCN heeft deze soort de status niet bedreigd.

## Galerij

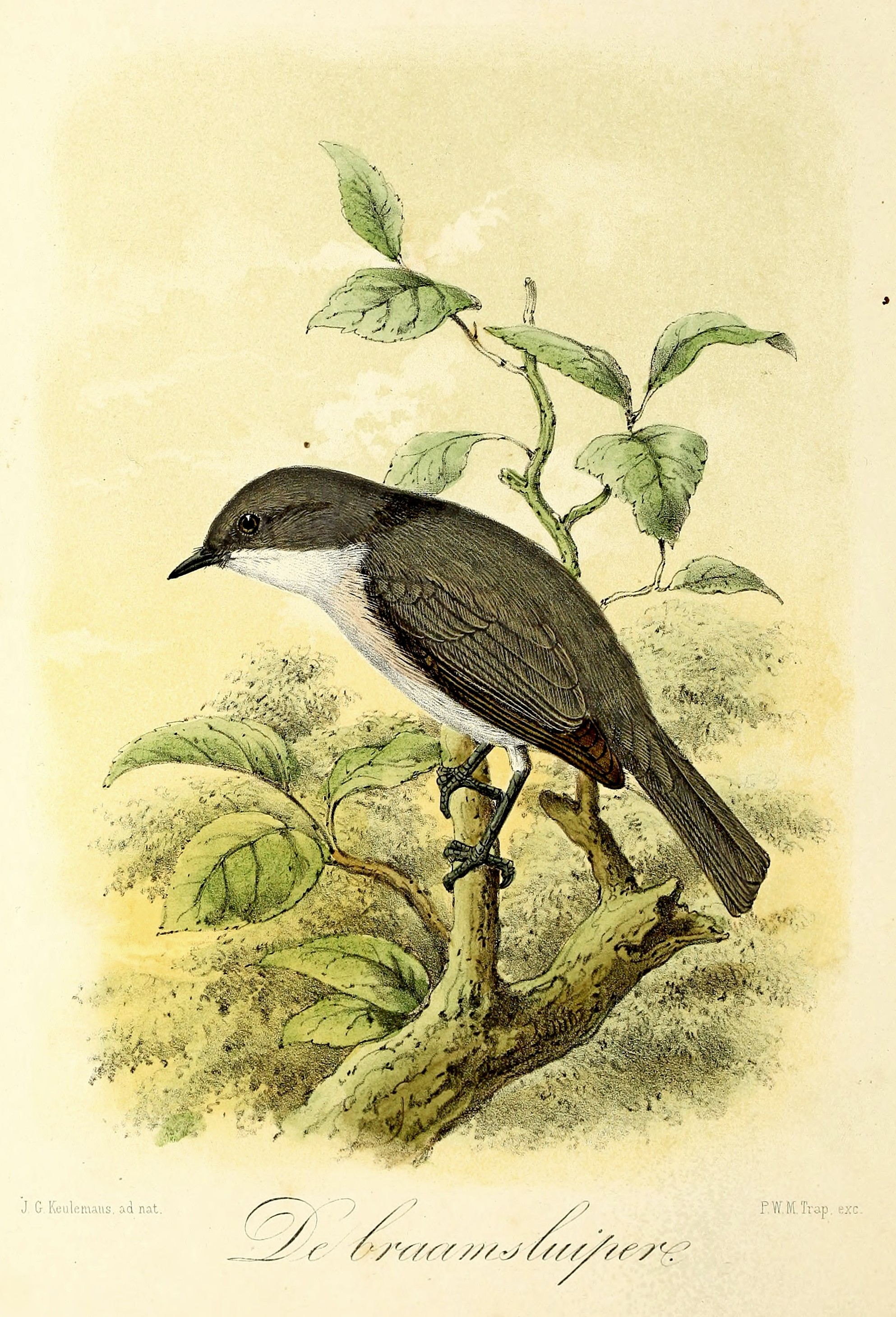
De braamsluiper (1869), John Gerrard Keulemans

## Video
- Zingende braamsluiper